# Traun (stad)
Traun is een gemeente in de Oostenrijkse deelstaat Opper-Oostenrijk, gelegen in het district Linz-Land. De gemeente heeft ongeveer 23.500 inwoners.

## Geografie
Traun heeft een oppervlakte van 15,49 km². Het ligt in het oosten van de deelstaat Opper-Oostenrijk, ten zuiden van de stad Linz. De stad is opgedeeld in de districten Oedt, St. Dionysen, St. Martin en Traun zelf.

## Geboren
- Francisco Stockinger (1919-2009), Braziliaanse beeldhouwer, tekenaar en etser
- Horst Brummeier (1945), voetbalscheidsrechter

Allhaming · Ansfelden · Asten · Eggendorf im Traunkreis · Enns · Hargelsberg · Hofkirchen im Traunkreis · Hörsching · Kematen an der Krems · Kirchberg-Thening · Kronstorf · Leonding · Neuhofen an der Krems · Niederneukirchen · Oftering · Pasching · Piberbach · Pucking · Sankt Florian · Sankt Marien · Traun · Wilhering
- Gemeinsame Normdatei: 4122736-0
- Library of Congress Control Number: nr95015274
- MusicBrainz: 56eb4c37-29e0-42ec-9e8f-d0295fcc3ca1
- Nationale Bibliotheek van Israël: 987007540454005171
- Virtual International Authority File: 6672162422753332460001
- WorldCat: E39PBJkHkQ4b8pR6VMbD6w8Bfq